# 이스라엘 정착촌

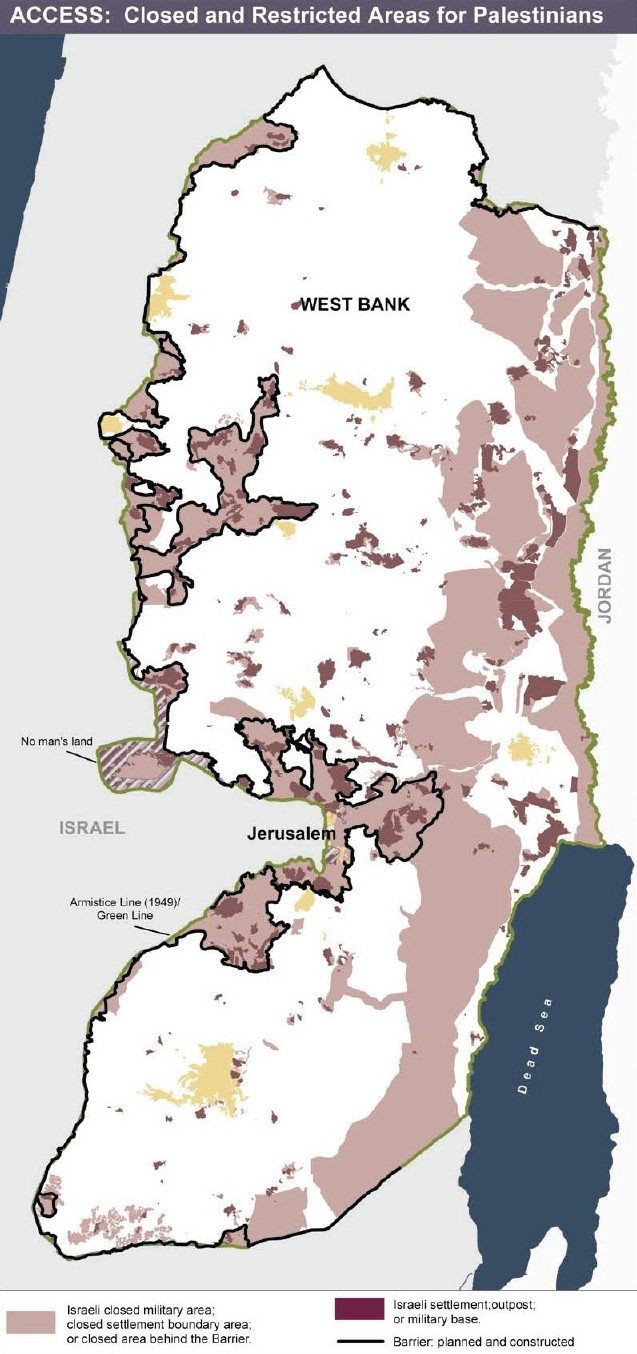
이스라엘 정착촌(진분홍색)과 요르단강 서안 지구 내 팔레스타인인의 접근이 금지된 지역(연분홍색)

이스라엘 정착촌(-定着村, 히브리어: התנחלות)이란 1967년 제3차 중동전쟁 이래로 이스라엘이 국제법을 위반하고 점령하고 있는 지역 안에 이스라엘 국적의 유대인들이 옮겨와 모여 사는 공동체를 말한다. 요르단강 서안 지구, 동예루살렘, 골란고원 및 가자 지구 등에 퍼져 있다. 국제사회에서 이러한 정착촌 설립은 불법적으로 여겨지나 이스라엘 측은 이에 대해 이의를 제기하고 있다.
이스라엘은 예전의 중동 전쟁에서 이집트로부터 빼앗은 시나이반도 지역에도 정착촌을 세웠으나, 이 지역의 정착촌은 1982년에 철거되었으며, 가자 지구에 있던 정착촌도 2005년에 철거되었다. 반면 요르단강 서안 지구의 정착촌 건설은 강행, 계속되어 2023년 기준 서안지구에는 144개의 정착지(동예루살렘의 12개 포함)가 있으며, 이스라엘 정부의 승인도 받지 않은 이스라엘 전초지도 100개 이상 존재한다. 합하여 45만 명 이상의 유대인들이 동예루살렘을 제외한 여러 정착지에 거주하는 것으로 추산된다.

## 같이 보기
- 가자 지구
- 요르단강 서안 지구
- 가자
- 자유 가자 운동
- 팔레스타인
- 이스라엘